# George Agathonikiadis
George (Georgis, Yorgos) Agathonikiadis (* 10. srpna 1947 Megali Sterna, Kilkis, Řecko) je česko-řecký filmový a divadelní režisér, scenárista a spisovatel. Byl jedním ze tří a půl tisíce řeckých dětí, které na přelomu 40. a 50. let po řecké občanské válce přijalo Československo. Nejdříve byl umístěn do dětského domova, později vyrůstal v Brně, kde se usadili jeho prarodiče.

## Život
Jeho otec bojoval jako partyzán, později byla do partyzánské armády povolána i jeho matka. V roce 1949 přijel se svými prarodiči a sestrou do Československa. Několik let strávil v dětském domově ve Veselíčku. Později odešel z dětského domova a žil v Brně spolu s prarodiči, jeho rodiče žili v Taškentu. Se svými rodiči a se svou druhou sestrou se poprvé setkal až v roce 1965. Vyučil se nejdříve soustružníkem, v roce 1968 začal studovat na střední škole v Brně design a kostýmní výtvarnictví. Režii studoval v letech 1973–1977 na Filmové a televizní fakultě Akademie múzických umění v Praze (FAMU). Díky svému hudebnímu talentu založil v Brně řecký orchestr, v Brně se také seznámil s významnými osobnostmi kulturního života (Jan Skácel, Oldřich Mikulášek, Miroslav Donutil, Boleslav Polívka). Po vystudování FAMU působil v letech 1977–1978 v Československé televizi v Praze, v letech 1979–1983 pracoval v brněnském studiu Československé televize. V roce 1983 se vrátil do Řecka, kde působil mimo jiné jako šéf dramatické tvorby v řecké televizi ET-1. V současné době pracuje jako režisér dokumentární a dramatické tvorby pro Řeckou i Českou televizi.
Za svůj dlouhodobý rozvoj kulturní spolupráce mezi Českou republikou a Řeckem obdržel ocenění z rukou velvyslance České republiky v Athénách.

## Dílo
V roce 2009 natočil film Hořký sníh, v roce 2011 vznikl film Podzimní návrat v koprodukci české a řecké televize, současně byl i autorem scénáře. Film Stín smrtihlava natočil v roce 2012 a v roce 2018 režíroval film Můj strýček Archimedes, ke kterému napsal i scénář. Je autorem dokumentárních filmů o životě řeckých emigrantů v Československu, o vztazích mezi Řeckem a Českou republikou, o řecké kultuře, o významných osobnostech českých i světových aj.
Divadlo v Mostě uvádělo v jeho režii Felliniho Silnici, zpracování povídek Oty Pavla Povedený tatínek a my a hudební pohádku Kráska a zvíře na motivy klasické pohádky Jeanne-Marie Leprince de Beaumont.
Svou první knihu Na Moravě nekvetou olivy vydal roku 2015, v roce 2017 vyšla kniha Domácí řecká kuchyně, kterou napsal spolu s Veronikou Hájkovou. Kniha Mramorové sny vyšla v roce 2021. Je autorem dramat Zkáza Egopolis a Úsměv samoty.

### Filmové a televizní režie – výběr
- Milý příteli Martinů (1998)
- Řek Zorba na Božím Daru (2007)
- Soluňský Čížek (2008)
- Hořký sníh (2009)
- Podzimní návrat (2011)
- Stín smrtihlava (2012)
- Můj bratr Ota Pavel (2015)
- Můj strýček Archimedes (2018)
- Řečtí umělci (2020)
- Pan herec Miroslav Donutil (2021)
- Ismail Kadare (2021)
- Tragédie soluňských Židů (2022)
- Děti bouře (2023)

### Seriály – výběr
- 3 plus 1 s Miroslavem Donutilem (2010)
- Neobyčejné životy (2012, Marta Kubišová)
- Cizinec je našinec (2013)
- Neobyčejné životy (2013, Daniela Kolářová, Ivan Trojan)
- Neobyčejné životy (2014, Bolek Polívka)
- Vůně krétské kuchyně s Miroslavem Donutilem (2016)
- Vůně albánské kuchyně s Miroslavem Donutilem (2020)

### Drama – výběr
- Úsměv samoty (2020)